# BISS
BISS，全称Basic Interoperable Scrambling System，是在数字电视系统中使用的一种加扰方法，由歐洲廣播聯盟所制定的衛星廣播加密系統，眾多硬件製造商皆支援此協定。相对于CAS的密钥每隔一定周期（一般为5~30秒）变化，通过专用通道并有专用软件（ECMG、EMMG)或设备（如加扰机）面言，这是一种密钥固定的方法，不需要CAS等软件和功能复杂的加扰机，密钥的传输可以是口口相传等非常简单的方式。 
由於衛星新聞直播不同於一般衛星電視，不適宜採用一般的加密方法。若衛星新聞信号在傳送時沒有任何加密，這有機会被有心人士直接從其衛星信号收看，因此有需要制定一種簡單的加密制式，来應付此類特殊需要。BISS 加密由12位金鑰(session key)保護，只有發射方及接收方才知道。發射機及接收機均需要輸入相同的金鑰才能解碼。
其加扰算法是基于DVB-CSA (DVB通用加扰算法)。

## 主要用途
- 临时转播
- 临时会议
- 简单加扰